# Mongolernas invasion av Tibet
Mongolernas invasion av Tibet inträffade 1240, och var en del i mongolväldets expansion. Efter erövringen utvecklades relationer mellan mongolerna och andliga ledare inom den tibetanska buddhismen vilket ledde till att tibetanerna 1253 återfick kontrollen över Tibet.

## Invasionen
Den mongoliska guvernören Godan khan (som var Djingis khans barnbarn och Ögödeis son) styrde mongolernas territorium kring dagens Ningxia och Gansu. Godan khan initierade 1240 ett militärt fälttåg in i Tibet. Fälttåget styrdes av generalerna Lichi och Dhordha. Mongolerna plundrade och brände ner tibetanska monument såsom kloster och tempel. Vid plundringen av Retingklostret mördades hundratals munkar. En andlig ledare från tillhörande Drikung-kagyü lyckades blidka mongolerna och förhandla sig till fred genom att erbjuda sig att betala tribut till Godan khan.

## Eftermäle
Efter invasionen sökte Godan khan andlig vägledning och han fann att Sakya Pandita, som var ledare för Sakya-skolan för den tibetanska buddhismen, var den mest kunniga. 1244 bjöd Godan khan in Sakya Pandita att bli hans andliga vägledare, och 1247 mötta han Godan khan i det mongoliska hovet i Liangzhou i Gansu. Godan khan var då sjuk men Sakya Pandita botade honom. Godan khan blev imponerad av Sakya Panditas lära och de utvecklade en nära relation relation som ledde till att Sakya Pandita 1249 belönades med en maktposition i Tibet. Godan khan konverterade även till buddhismen.
Efter att Sakya Pandita avlidit 1251 bjöd Khubilai khan in Sakya Panditas brorson Drogön Chögyal Phagpa till Xanadu. Efter långa förhandlingar erbjöds Drogön Chögyal Phagpa att få makten över 13 distrikt (trikhor) i Tibet. I och med detta hade tibetanerna åter kontrollen över Tibet från 1253, och Mongoliet och Tibet utvecklade en präst-bekyddar-relation (Chö-yön).